# Nzinga von Ndongo und Matamba

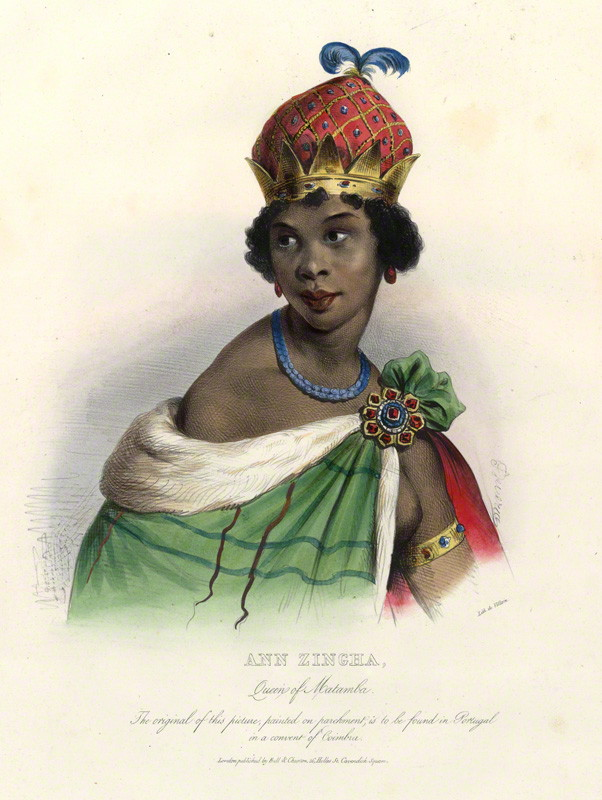
Königin Nzinga von Ndongo und Matamba, Phantasieporträt aus dem 19. Jahrhundert

Nzinga von Matamba (* 1583; † 17. Dezember 1663) war eine afrikanische Königin, die über das Königreich Ndongo und das benachbarte Königreich Matamba im heutigen Angola herrschte. Ihr christlicher Name war Ana de Sousa. Sie wurde vor allem dadurch bekannt, dass sie den portugiesischen Invasoren über einen längeren Zeitraum erfolgreich Widerstand leisten konnte.

## Biographisches
Nzinga (Jinga) wurde 1583 als Halbschwester des regierenden Königs Ngoli Bondi (mbande a ngola) geboren, gehörte dem Volk der Jaga an und wurde durch ihre Auseinandersetzungen mit den sich an der Küste des heutigen Angolas niederlassenden portugiesischen Kolonisten berühmt.
Schon als junge Prinzessin führte sie Verhandlungen um die Aufteilung der politischen Macht, ging dann jedoch in den Widerstand gegen die Portugiesen, den sie zweieinhalb Jahrzehnte beibehielt. Als 1618 die Portugiesen die Hauptstadt Ngolas, Luanda, eroberten, organisierte sie den Widerstand der Einheimischen gegen die Kolonialarmee. Später verbündete sie sich mit den holländischen Konkurrenten Portugals im Sklavengeschäft. Nach langen wechselvollen Siegen und Niederlagen starb die 1621 zum Christentum übergetretene Heeresführerin in einem bis dahin unabhängigen Königreich Matamba im Jahr 1663 als 80-Jährige. Noch Jahrhunderte später galt Nzinga den afrikanischen Völkern als Symbol für den Kampf um Freiheit und Unabhängigkeit, der jedoch den Weg der Portugiesen ins Landesinnere langfristig nicht aufhalten konnte.

## Vorgeschichte

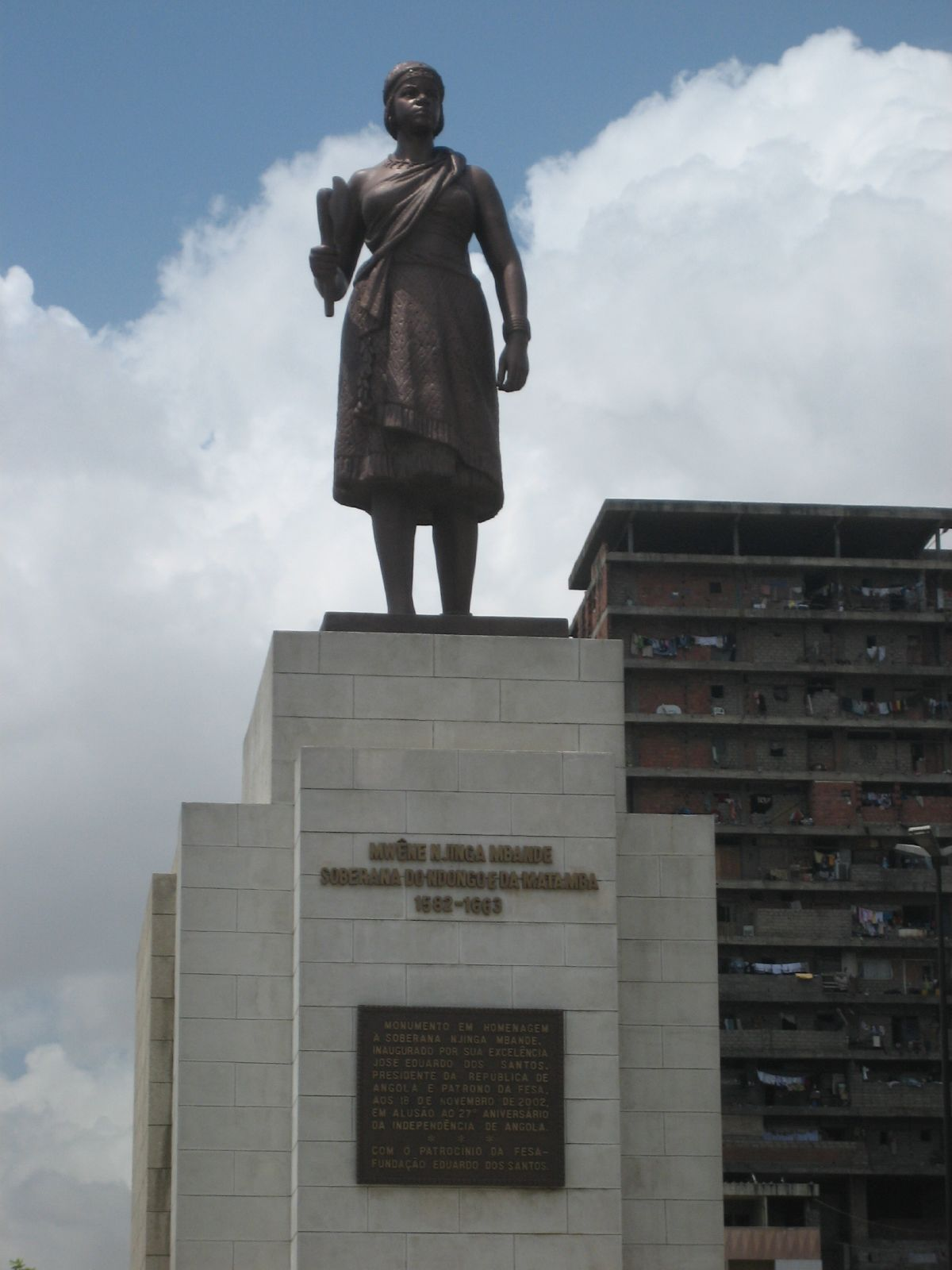
Statue in Luanda

Nzingas Weg war sowohl durch den Druck von den ins Landesinnere vorrückenden Portugiesen als auch einiger Nachbarn aus dem Osten bestimmt. Das Reich Ndongo war erst zu Beginn des 16. Jahrhunderts entstanden, als Gruppen von Kimbundu und einige Nachbarvölker in einem neuen Staat aufgingen. Der Hüter des ngola-a-kiluanje-Schreins mit dem Titel „Ngola“ wurde König des neuen Staates und residierte in Luanda. Im Kampf mit dem rivalisierenden Nachbarreich Imbangala gewann das Ngola-Reich (Ndongo) militärische Stärke, geriet jedoch zugleich in Konflikt mit den Portugiesen, die für ihre Besitzungen in Amerika große Mengen an Sklaven ausführten (Frager und Olivier nennen für den Anfang des 17. Jahrhunderts die Zahl von 10.000 entführten Menschen pro Jahr). Zusammen mit einer Auswanderungswelle in günstiger gelegene Gebiete stürzte der Bevölkerungsverlust durch den Sklavenhandel Ndongo in eine Krise, deren Höhepunkt die Besetzung Luandas durch die Portugiesen wurde. Der Vormarsch von Louis Mendes de Vasconcellos 1618 in das Kernland des Reiches brachte die Zerstörung der Residenz und die Hinrichtungen zahlreicher Chiefs mit sich. Als sich eine schwere Dürre mit Hungersnot anschloss, kam die Stunde der Prinzessin Nzinga.

## Nzingas Weg zur Macht
Dass Nzinga an die Spitze des Staates gelangen konnte, war dem Historiker Joseph C. Miller zufolge eine Sensation. Zunächst fungierte sie als Emissärin des Königs, um 1621 (1622) in Luanda mit den Portugiesen über Frieden und Handelsbeziehungen zu verhandeln. Als zwei Jahre später der Ngola Ngoli Bondi (mbande a ngola) unter rätselhaften Umständen starb (eine Verstrickung Nzingas kann nicht eindeutig belegt werden), riss Nzinga als erste Frau den Titel des Ngola an sich. Miller zufolge hatte sie den königlichen Titel möglicherweise gegen den Willen bedeutender politischer Kräfte errungen und verfügte auch nur über geringe Unterstützung durch ihre Untertanen. Die traditionelle Hierarchie war durch ein komplexes System von Ämtern geordnet, an deren Spitze der Inhaber des Ngola-Titels stand. Die nominell unbeschränkte Macht des Ngola hing allerdings de facto davon ab, ob er die Unterstützung der einflussreichsten Lineages für sich gewinnen konnte. Die Machtergreifung Nzingas war aus mindestens drei Gründen „revolutionär“: Zum einen schaffte sie es, sich den Portugiesen gegenüber als enge Verwandte, als Schwester des letzten Regenten zu geben, was sie nach den Kategorien der Europäer tatsächlich war, genauer: eine Halbschwester mit anderer Mutter. In der matrilinearen Gesellschaft der Mbundu war jedoch das Kind einer Mitfrau der eigenen Mutter überhaupt keine Verwandte. Zudem war Nzingas Mutter eine lineagelose „Paria“ der Mbundu-Gesellschaft, und drittens hatten die Mbundu starke Vorbehalte dagegen, dass Frauen politische Ämter übernahmen. Frauen war es zudem ausdrücklich verboten, die Position eines Ngola einzunehmen.
Außerdem war ihre Rolle beim Ableben ihres „Bruders“ ein Hindernis, den sie vermutlich hatte vergiften lassen. Nach der Tradition wurde nämlich jede Person von der Nachfolge ausgeschlossen, die sich dem Regenten gegenüber feindselig verhalten hatte. Der Weg der Nzinga zur Königinnenwürde war also nicht durch die Tradition gestützt, sondern war vielmehr im Gegensatz zur Tradition durch die Staatskrise und durch Ausnutzung der politischen Konstellation am Hofe geworden.

## Nzinga und die Portugiesen
Die Ankunft der Portugiesen an der Küste und ihr weiteres Vordringen ins Ndongo-Reich hatte verheerende Folgen für die bestehenden Normen- und Machtsysteme. 1622 waren die Portugiesen so stark, dass sie der Unterhändlerin Nzinga nach knapp 40 erfolglosen Jahren beim Versuch der Durchdringung Ndongos Unterstützung in Handel und Militärangelegenheiten anbieten konnten. Der Druck durch die benachbarten Imbangala war so stark geworden, dass dem Ngola die Entspannung mit den Portugiesen reizvoll genug erschien, um in Verhandlungen einzutreten. Nzinga trat daraufhin zum Katholizismus über, was ihr die Unterstützung der Portugiesen für ihre politischen Ambitionen gegenüber ihren etablierten Konkurrenten einbrachte. Die Annahme der christlichen Religion zeigt jedoch auch, wie wenig Wert sie auf die Loyalität der eigenen Leute legte. Nach der Machtübernahme schlug sie einen neuen Weg ein und öffnete den Missionaren und Sklavenhändlern der Portugiesen den Weg ins Land. Als einzige Gegenleistung mussten die Portugiesen ein Fort aufgeben; Nzingas Ernennung zur Königin lag also im Interesse der Kolonisatoren, keinesfalls aber war sie positiv für die bis dahin von der Herrschergewalt gestützten Lineages, in denen später alle potentiellen Rivalen von Nzinga eliminiert wurden.

## Nzinga und die Imbangala
Der Bruch mit den neuen Herren kam mit dem nächsten Gouverneur, der die militärische Abstinenz auf Nzingas Gebiet nicht einhalten wollte. Zudem hatte sich das Verhältnis verschlechtert, als Nzinga von portugiesischen Plantagen entflohene Sklaven aufgenommen hatte. Als die Portugiesen den Titel des Ngola an einen ihnen Genehmeren vergaben, musste Nzinga Hilfe von außen mobilisieren, da sie in den Reihen der traditionellen Führungsschicht keinen Rückhalt mehr hatte. So nahm sie geflohene Sklaven in ihre Dienste und verbündete sich mit einigen Imbangala-Kriegergruppen. Die „Königin ohne Verwandte“ verfügte Miller zufolge nun über die Macht einer Gruppe, die ihr nicht – wie das eigene Volk – einen geringen Status zuschrieb, sondern im Gegenteil Frauen als Regenten und Kriegsführer schätzte. Nzinga erwarb den Imbangala-Titel einer „Tembanza“ und galt damit zunächst als legitime Herrscherin. Sie gewann im Gebiet der Imbangala eine von den Portugiesen ungestörte Rückzugszone, von wo aus sie ihre Expeditionen gegen portugiesische Sklavenhändler führte. Diese Zeit des politischen und militärischen Erfolges währte bis 1629, als einige Kriegsherren der bis dahin verbündeten Imbangala zu den Portugiesen überliefen und Nzinga wegen der fehlenden Volkszugehörigkeit den Titel absprechen wollten. Nzinga zog sich daraufhin weiter ins Landesinnere zurück und organisierte den Kampf gegen die Portugiesen von neuem.

## Nzinga und Matamba
In einem geographisch günstig gelegenen Tiefland im Nordosten des Ndongo-Reiches hatte sich im Verlauf der Auseinandersetzungen ein politisches Vakuum gebildet, das sich Nzinga zunutze machen konnte. Zudem hatte das dort ansässige Reich Matamba eine lange Tradition weiblicher Herrschaft. Erst die Kämpfe von 1621 hatten die letzte Königin vertrieben. Nzingas Macht wuchs dort noch mehr, weil die lukrativste Sklavenroute der portugiesischen Händler durch nunmehr von ihr kontrolliertes Gebiet ging. Sie bemächtigte sich des Sklavenhandels und hielt ihre Gegner von diesem einträglichen Geschäft fern.
Eine Fernwirkung des Dreißigjährigen Krieges in Europa bescherte Nzinga 1641 einen ihrer größten Triumphe – die Holländer hatten nach langem Krieg die Portugiesen aus Luanda vertrieben und sich mit Nzinga verbündet. Sie wurden zu den besten Kunden in Nzingas Sklaven-Geschäft: Miller spricht für die 1640er Jahre von 12.000–13.000 gelieferten Sklaven pro Jahr. Mit Hilfe der Holländer gelang es, die Portugiesen vom Binnenland fernzuhalten und sogar einige küstennahe Gebiete zurückzugewinnen. Dennoch schrumpfte gegen 1648 der Einfluss Nzingas wieder, als die Holländer sich aus Luanda und Angola zurückzogen.

## Rückkehr zu den Portugiesen
Nzingas fragwürdige Abkunft hielt sie stets in Abhängigkeit von Fremden bzw. Außenseitern ihrer traditionellen Gesellschaft. Als die Unterstützung der Holländer wegfiel, änderte sich Nzingas Taktik nach fast 25-jährigem Krieg gegen die Portugiesen entscheidend. Die Restauration portugiesischer Macht im Lande veranlasste sie zu Friedensverhandlungen, in deren Folge sie ihr Reich Matamba den Besatzern öffnen musste, tributpflichtig wurde und den Sklavenhandel mit portugiesischen Händlern teilen musste. Dafür bekam sie die Unterstützung der Sklavenhändler und weitgehende Autonomie zugestanden. In den bis zu ihrem Tod währenden ständigen diplomatischen Balanceakten kam ihr die nun wieder betonte christliche Konfession zugute, die ihr, der „Königin ohne Verwandte“, Verbündete unter den mächtigen europäischen Glaubensbrüdern aus Mission, Sklavenhandel und Militärführung verschaffte.

## Fazit
Nzingas vierzigjährige Karriere ist erstaunlich, nicht nur wegen ihrer ungünstigen Ausgangsposition als Regentin ohne jede formale Voraussetzung, sondern auch wegen des diplomatischen und militärischen Geschicks in einer Epoche, in der auch legitime Herrscher ihre Mühe mit dem Machterhalt gehabt hätten. In einer sich dynamisch verschiebenden politischen Umwelt gelang es ihr, die politische Situation inner- und außerhalb ihres Einflussbereiches einzuschätzen und zu ihren Gunsten zu nutzen.
Nzinga ist nach Miller nicht als die Freiheitskämpferin gegen die europäischen Eindringlinge zu sehen, wie sie von Lee Kossodo gezeichnet wird. Ihr Interesse zielte vielmehr auf den eigenen Vorteil, sie hatte keine Skrupel, „afrikanische“ Interessen ihrem Vorteil unterzuordnen. Gerade von der Kontrolle des Sklavenhandels profitierte sie über Jahrzehnte, und in Bezug auf ihr Paktieren mit ständig wechselnden Bündnispartnern könnte man sie durchaus eine „afrikanische Schwester Machiavellis“ nennen. Eine von Kossodo unterstellte klare Frontstellung der einfallenden Europäer gegen die zu unterwerfenden Afrikaner hat es so nicht gegeben, insofern auch keinen „patriotischen Widerstand“. Dennoch hätte Nzingas innovative Art der Herrschaftsausübung weiteren afrikanischen Herrschern als Vorbild dienen können, um den (militär)technisch überlegenen Europäern zu trotzen.
Was ihr, der illegitimen Königin, leichtfiel, der ständige Wechsel der Allianzen, konnten andere, etabliertere Regenten nicht nachahmen. Nzinga hatte ihre persönliche Not zur Tugend gemacht und eine in der Retrospektive beeindruckend erfolgreiche, weil flexible Politik praktiziert. Doch ihr Einzelfall konnte den Durchmarsch der Portugiesen und damit den Weg in die koloniale Abhängigkeit nur verzögern. Nzinga war die erste Herrscherin, die die Tradition verlassen hatte – eine Tradition, an die bis heute nicht wieder angeknüpft wurde.
Der Historiker Heinrich Loth bezeichnete sie als „afrikanische Jeanne d’Arc“.

## Kontroversen
Zu einer Kontroverse führte 2017 der Vorschlag einer Jury, eine Straße im Afrikanischen Viertel (Berlin) nach Nzinga umzubenennen. Dieser wurde aufgrund ihres skrupellosen Politikstils sowie ihrer aktiven Rolle als Sklavenhändlerin kritisiert und wieder zurückgezogen.

### Angola und Brasilien
Der angolanische Historiker Jorge Marques Bela (* 1968 in Sambizanga) schrieb unter seinem Pseudonym John Bella eine Romantrilogie über das Leben der Königin Njinga:
- Os Primeiros Passos da Rainha Njinga O Cão Que Lê, 2012
- O Regresso da Rainha Njinga O Cão Que Lê, 2013
- Os Passos Decisivos da Rainha Njinga Pensando o Futuro, 2023 (mit Illustrationen von Nelo Tumbula)

Die brasilianische Historikerin Mariana Bracks Fonseca schrieb das Vorwort zum letzten seiner drei Bücher. Sie hat selbst mehrere Bücher zu Königin Njinga veröffentlicht, darunter:
- Nzinga Mbandi e as guerras de resistência em Angola. Século XVII. Mazza Edições 2015, ISBN 978-85-7160667-8.
- Ginga de Angola: Memórias e Representações da Rainha Guerreira na Diáspora (2018) Brazil Publishing 2019, ISBN 978-85-6841979-3
- Rainha Ginga: Guerreira de Angola Mariana Bracks Fonseca/Ancestre 2020

### International
- Blandena Lee Kossodo: Die Frau in Afrika. Zwischen Tradition und Befreiung. List, München 1978, ISBN 3-471-77148-4.
- Joseph C. Miller: Nzinga of Matamba and the Problem of State Formation among Strong Descend Groups. Addis Abeba 1973.
- Joseph C. Miller: Njinga of Matamba in a New Perspective. Journal of African History, 16/2, 1975, S. 201–216 (JSTOR:180812)
- John K. Thornton: Legitimacy and Political Power: Queen Njinga, 1624–1663. The Journal of African History, 1991, Band 32, Nr. 1, S. 25–40 (JSTOR:182577).
- Hettie V. Williams: Queen Nzinga (Njinga Mbande). In: Leslie M. Alexander, Walter C. Rucker: Encyclopedia of African American History. ABC-CLIO, Santa Barbara (California), 210, ISBN 978-1-85109-774-6, S. 82-84.
- Linda M. Heywood: Africa’s Warrior Queen. Harvard University Press, Cambridge/London 2019, ISBN 978-0-674-23744-5.
- Giovanni Antonio Cavazzi da Montecuccolo: Historische Beschreibung Der In dem vntern Occidentalischen Mohrenland ligenden drey Königreichen, Congo, Matamba, vnd Angola ... Vnd Der jenigen Apostolischen Missionen, so von denen PP. Capucinern daselbst verrichtet worden. Jäcklin, München 1694
- Dhae Walpoole: The Lady King. Njinga Mbande. Smashwords, ISBN 978-1-301-59321-7.
- Alessia de Vincenzi, Jean-Pierre Pécau: Les Reines De Sang - Njinga, Reine D'Angola. Tombe 1. Delcourt, Paris 2020, ISBN 978-2-413-02221-3 (Comic, französisch).
- Alessia de Vincenzi, Jean-Pierre Pécau: Les Reines De Sang - Njinga, La Lionne Du Matamba. Tombe 2. Delcourt, Paris 2022, ISBN 978-2-413-03671-5 (Comic, französisch).

## Film und Fernsehen
Der portugiesische Regisseur Sérgio Graciano verfilmte das Leben der Königin unter dem Titel Njinga Rainha de Angola im Jahr 2013. Die angolanische Produktion kam danach auch als DVD auf den Markt und wurde als Miniserie im Fernsehen in Angola und Portugal gezeigt.
Der Dokumentarfilm des Regisseurs Martin McCann über Kate Leemings Afrikadurchquerung mit dem Fahrrad ist nach Königin Njinga benannt. Er erschien 2014 und wurde 2017 auch als Fernsehminiserie ausgestrahlt.
Für den 15. Februar 2023 ist die britisch-US-amerikanische Fernsehserie African Queens: Njinga angekündigt. Sie entstand im Rahmen der Reihe African Queens bei Netflix und zählt auf Adesuwa Oni und Jada Pinkett Smith in den Hauptrollen.